# باناخ ۱۶۸۵۶
سیارک ۱۶۸۵۶ (به انگلیسی: 16856 Banach، نامگذاری:1997YE8) شانزده هزار و هشتصد و پنجاه و ششمین سیارک کشف شده‌است که در ۲۸ دسامبر ۱۹۹۷ کشف شد.
قدر مطلق سیارک برابر ۱۴٫۹۰ است.